# Бені Ґанц
Біньямін «Бені» Ґанц (івр. בני גנץ; нар. 9 червня 1959, Кфар-Ахім, Ізраїль) — 20-й Начальник Генерального штабу Армії оборони Ізраїлю (з 14 лютого 2011 року по 16 лютого 2015 року). Командувач Північним військовим округом (2002—2005), голова Командування сухопутних військ (2005—2007); військовий аташе Ізраїлю в США (грудень 2007-жовтень 2009); заступник Начальника Генерального штабу Армії оборони Ізраїлю (жовтень 2009-листопад 2010).

## Біографія
Ґанц народився в мошаві Кфар-Ахім (біля міста Кір'ят-Малахі, Ізраїль), в родині співзасновників мошаву, Нахума і Мальки Ґанц, вихідців з Угорщини, які пережили Голокост в Європі. Батько Ґанца був заступником начальника поселенського відділу «Єврейського агентства» і діячем поселенського руху «Тнуат га-мошавім».
Закінчив школу-інтернат «Га-Кфар га-Ярок» в Рамат-га-Шароні.

## Військова кар'єра
У 1977 році Ґанц був призваний на службу до Армії оборони Ізраїлю. Почав службу в 50-му батальйоні бригади «Цанханім». У березні 1978 року взяв участь в операції «Літані» в Лівані.
У 1979 році закінчив офіцерські курси і далі займав різні посади в бригаді «Цанханім», в тому числі посаду командира взводу, заступника командира роти і командира роти. На посаді заступника командира роти, в червні 1980 року, взяв участь в операції «Іш Дамім» по знищенню табору бойовиків в Лівані.
У 1982 році пройшов курс морської піхоти в США, повернувшись до Ізраїлю незабаром після початку Ліванської війни. Після повернення був призначений головою відділу в штабі Головного офіцера піхотних і десантних військ, але зажадав від командування направити його на ліванський фронт і незабаром взяв участь в бойових діях бригади в західному Бейруті, змінивши на посаді командира однієї з рот, який отримав поранення в боях.
Потім був командиром военноінженерной роти бригади «Цанханім» і командиром оперативного відділу бригади, а в 1984 році став заступником командира спецпідрозділу «Шальдаг». У 1987 році очолив 890-й батальйон (батальйон «Ефа» бригади «Цанханім».
У 1989 році був призначений командиром спецпідрозділу «Шальдаг». Крім іншого, командував діями підрозділу під час операції «Соломон».
З 1992 року був командиром резервної десантної бригади, з 1994 року — командиром територіальної бригади «Єгуда».
У 1995 році очолив бригаду «Цанханім».
З 1997 року перебував на навчанні в США, а в 1998 році був призначений командиром резервної дивізії «Етґар» Північного військового округу.
У 1999 році, внаслідок загибелі командира Підрозділи зв'язку взаємодії з Ліваном, бригадного генерала Ереза Ґерштейна, був призначений командиром підрозділу до його розформування у зв'язку з виведенням ізраїльських військ з Лівану в травні 2000 року.
Потім був призначений командиром територіальної дивізії Юдеї та Самарії. Командував дивізією в період початку «Інтифади Аль-Акси».
У 2001 році був підвищений у званні до генерал-майора і призначений командиром Північного корпусу. З 2002 року був Командувачем Північним військовим округом.
У січні 2005 року викликав різку критику з боку єврейських поселенців на Західному березі річки Йордан і в секторі Газа, заявивши, що непокора з боку деяких військовослужбовців, що виражається у відмові від виконання даних урядом директив (в контексті евакуації поселень на контрольованих армією територіях) небезпечніше, ніж ракетні атаки на Ізраїль.
У листопаді 2005 року був призначений головою Командування сухопутних військ, а в грудні 2007 року — військовим аташе Ізраїлю в США.
У жовтні 2009 року Ґанц був призначений заступником Начальника Генерального штабу Армії оборони Ізраїлю, змінивши на посаді генерал-майора Дана Хареля, що вийшов в запас. На цій посаді, крім іншого, координував діяльність армії щодо загрози ядерної програми Ірану.
Був названий імовірним кандидатом на пост Начальника Генерального штабу Армії оборони Ізраїлю (при цьому кілька поступавсся ведучому кандидату, генерал-майору Йоаву Ґаланту) після закінчення каденції Начальника генштабу Ґабі Ашкеназі в лютому 2011 року. 22 серпня 2010 міністр безпеки Егуд Барак подав на затвердження уряду рекомендацію призначити Ґаланта на пост Начальника Генерального штабу. Повідомлялося, що в зв'язку з даним рішенням Ґанц віддасть перевагу незабаром вийти у відставку з армії.
Ганц займав посаду заступника Начальника Генштабу до 25 листопада 2010 року, а тоді пішов у відпустку напередодні виходу в запас з армії.
У червні 2024 року Ганц оголосив про вихід зі складу надзвичайного уряду Ізраїлю.